# Afonso Bezerra
Afonso Bezerra, município no estado do Rio Grande do Norte (Brasil). Sua população, estimada pelo IBGE (Instituto Brasileiro de Geografia e Estatística), no ano 2024 era de 11.149 habitantes. Área territorial de 576.179 km².
Limita-se com os municípios de Alto do Rodrigues (norte), Pedro Avelino (leste), Açu (oeste), Angicos e Ipanguaçu (sul).
Geograficamente, a sede do município está a 5° 29’ 54” de latitude sul e 36° 30’ 20” de longitude oeste. A altitude é de 62 m acima do nível do mar e a distância rodoviária até a capital é de 168 km. A pluviosidade normal do município é de 528.8 mm/ano.
A criação do município se deu através da Lei nº 20, de 27 de outubro de 1953, tendo sido desmembrado do município de Angicos.